# Passerillage
 (novembre 2021).
Si vous disposez d'ouvrages ou d'articles de référence ou si vous connaissez des sites web de qualité traitant du thème abordé ici, merci de compléter l'article en donnant les références utiles à sa vérifiabilité et en les liant à la section « Notes et références ».

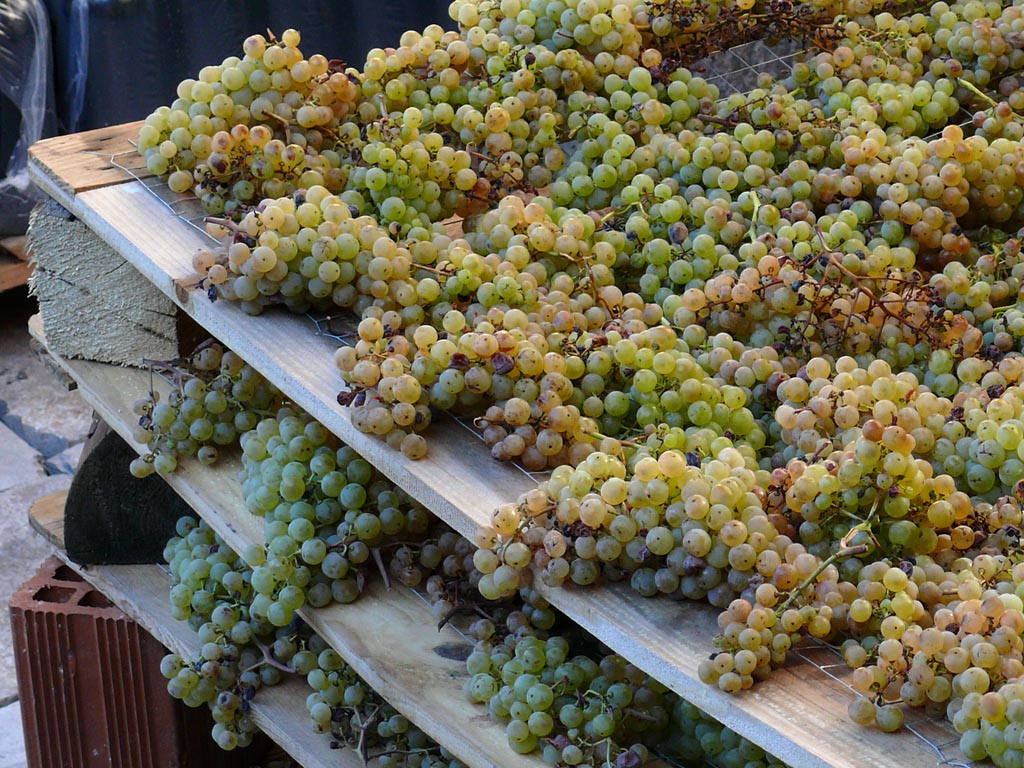
En Slovénie, passerillage de raisins blancs sur claies

Le passerillage est une technique vinicole qui s'utilise dans certaines régions viticoles, pour enrichir le raisin en sucre par concentration. Il perd alors de son volume en eau et se concentre en sucre. 100 kg de raisin peuvent ainsi donner 25 litres de vin, alors que traditionnellement ces mêmes 100 kg donnent de 65 à 75 litres de vin. Il peut se faire de deux manières : 
- Le passerillage sur souche consiste à effeuiller la partie de la vigne au niveau des grappes au début de la maturité du raisin pour exposer le raisin au soleil.
- Le passerillage hors souche consiste à conserver le raisin récolté sur des claies de paille. Cette conservation peut durer de quelques jours à plusieurs mois. Elle permet d'élaborer du vin de paille par exemple.

Dans certaines régions viticoles, le passerillage hors souche se fait en plaçant les grappes sur les toits de lauzes des bâtiments. Dans d’autres encore, en suspendant les grappes sur des fils tendus à l’horizontale sous des hangars ou dans des greniers.
La différence majeure entre les deux techniques est que lorsque le raisin mûrit sur le cep, son acidité diminue au cours de la maturation, tandis qu'un raisin passerillé hors souche (sur des claies, par exemple) concentrera son sucre et son acidité en même temps. On obtient donc des vins assez différents (l'acidité peut être une bonne chose dans un vin, car elle conserve en général la « fraîcheur » et aide à la garde du vin).